# Charles Rosher
Charles G. Rosher (17. november 1885 – 15. januar 1974) var en oscarvindende filmfotograf, der arbejdede fra de tidlige stumfilmsdage og op til 1950'erne. Han var den første filmfotograf der vandt en Oscar for bedste fotografering sammen med Karl Struss.

## Biografi
Charles Rosher blev født i London i 1885. Som ung studerede han fotografi men fik hurtigt anerkendelse som kameramand på filmjournaler, inden han flyttede til USA i 1909. Han blev derefter ansat hos David Horsley og arbejdede i hans produktionsselskab Centaur Film Company i New Jersey. Fordi tidlig film stort set var begrænset til at bruge dagslys, flytted Horsley sit selskab til Hollywood i 1911 og tog Rosher med sig. Horsley åbnede det første filmstudio i hollywood, hvilket gjorde Rosher til den første fuldtidsansatte filmfotograf i Hollywood.
I 1913 tog han til Mexico for at optage filmjournaler om Pancho Villas oprør. I 1918 var han en af medstifterne af American Society of Cinematographers og var gruppens første vicepresident. I 1920'erne var han en af de mest efterspurgte filmfotografer i Hollywood. Han var en personlig favorit for stjerner som Mary Pickford, som han arbejdede med i film som Vaskerpigen (1920), Politiets Datter (1925) og Koketten (1929), Pickfords første lydfilm. Hans arbejde med Karl Struss på filmen Sunrise: A Song of Two Humans er set som en milepæl indenfor filmfotografering. Han filmede fem film for produceren David O. Selznick bland andre Rockabye (1932), Our Betters (1933) og Slægtens yngste.
Rosher arbejde for flere studier, men brugte de sidste tolv år af sin karriere, eksklusivt for Metro-Goldwyn-Mayer og filmede film som Annie Get Your Gun, Show Boat og Hjortekalven.
Rosher var far til skuespillerinden Joan Marsh og filmfotografen Charles Rosher Jr.
Rosher døde efter et uheldigt fald i Lissabon, Portugal. Han blev 88 år.

## Eksterne Henvisninger
- Charles Rosher på Internet Movie Database (engelsk)